# لوسی ماد مونتگومری
لوسی مود مونتگُمری (به انگلیسی: Lucy Maud Montgomery) (۳۰ نوامبر ۱۸۷۴–۲۴ آوریل ۱۹۴۲) که عموماً با نام ال. ام. مونتگمری (L.M. Montgomery) شناخته می‌شود، نویسنده معروف و خیال‌پرداز کانادایی بود که معمولاً برای نوجوانان شعر و داستان کوتاه می‌نوشت. مونتگمری بیشتر به خاطر مجموعه رمان‌هایی شناخته می‌شود که با انتشار «آن شرلی در گرین گیبلز» آغاز شد.

## زندگی

### خردسالی
لوسی در۳۰ نوامبر ۱۸۷۴ در کلیفتون (نیو لاندن کنونی) واقع در جزیره پرنس ادوارد چشم به جهان گشود. او در ۲۱ ماهگی مادرش را در اثر بیماری سل از دست داد و پدرش که گرفتار حزن و اندوه مرگ همسر شده بود، حضانت او را به پدربزرگ و مادربزرگ مادری‌اش سپرد و در هفت سالگی او را ترک کرد و به پرینس آلبرت رفت. لوسی که ۷ سال بیشتر نداشت به کاوندیش رفت تا با پدربزرگ و مادربزرگش زندگی کند؛ آن‌ها رفتار سختگیرانه‌ای با او داشتند. لوسی علی‌رغم داشتن خویشاوندانی در آنجا، بسیاری از دوران کودکی‌اش را در تنهایی گذراند و همین تنهایی به خلق دوستان و دنیاهای خیالی و ذهنی او و در نهایت تقویت قوهٔ تخیلش کمک کرد.
او دوران آموزش ابتدایی را در کاوندیش گذراند، البته به‌جز یک‌سال (۱۸۹۱–۱۸۹۰) که نزد پدر و نامادری‌اش به پرینس آلبرت بازگشت. در این زمان، لوسی اولین شعرش را به نام On Cape LeForce در مجلهٔ شارلوت در پرینس آلبرت منتشر کرد. او پس از یک‌سال به پرنس ادوارد بازگشت و پس از پایان تحصیلات پیش‌دانشگاهی در کاوندیش، به کالج پرنس ولز در شارلوت تاون وارد شد و توانست در رشتهٔ دبیری مدرک کارشناسی خود را دریافت کند. او دو سال تحصیل را در یک سال به اتمام رساند و سپس در رشتهٔ ادبیات در دانشگاه دالهاوزی واقع در نوا اسکوشیا مشغول به تحصیل شد. پس از اتمام تحصیل، مونتگومری در مدارس مختلف جزیرهٔ پرنس ادوارد به‌عنوان مدرس مشغول به کار شد. در اوایل سال ۱۸۹۷ داستان‌های کوتاه خود را در مجله‌ها و روزنامه‌ها چاپ کرد. او بسیار پرکار بود و از ۱۸۹۷ تا ۱۹۰۷ بیش از ۱۰۰ داستان منتشر کرد.

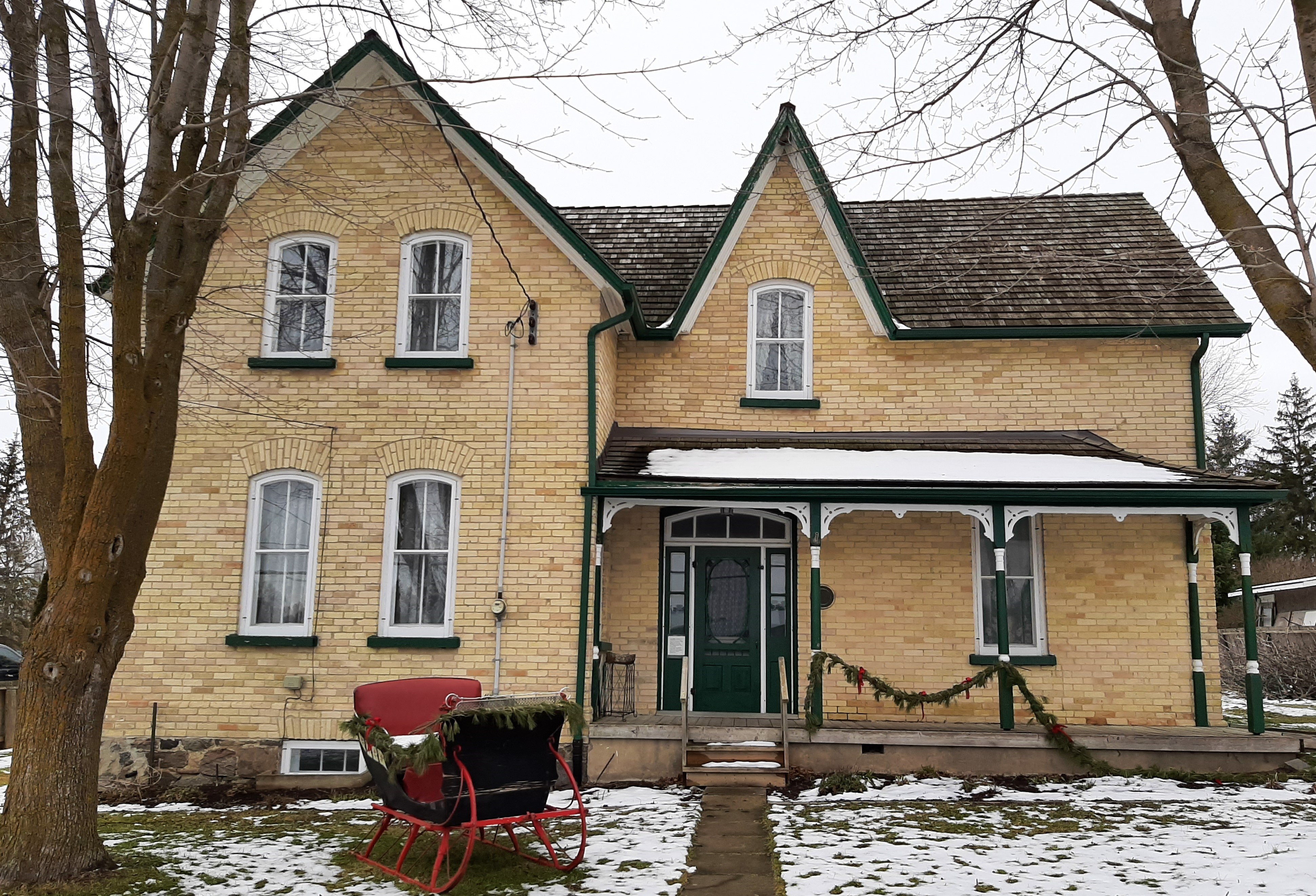
موزه لوسی ماد مونتگومری در انتاریو

### ازدواج و تشکیل خانواده
او که دختری جوان، زیبا، خوش‌اندام و بسیار شیک‌پوش بود، در طول دوران تدریسش توجه پسران جوان بسیاری را به خود جلب کرد. او در ۱۴ سالگی رابطه‌ای را با پسری اهل کاوندیش به نام «نیت لاک هارت» آغاز کرد که برایش تنها رابطه‌ای بچگانه بود و لذا پیشنهاد ازدواجش را رد کرد. در اوایل ۱۸۹۰ جان پیچارد استاد مونتگرمی به او علاقه‌مند شد و تلاش کرد با دانش خود او را تحت تأثیر قرار دهد، اما مونتگومری با برادر دوستش، ویل پیچارد وارد رابطه شد و در نهایت پیشنهاد ازدواج هر دوی آن‌ها را رد کرد، چرا که به‌نظر او استادش فردی بسیار کوته‌فکر و ویل پیچارد فقط دوست خوبی بود.
لوسی در سال ۱۸۹۷ پیشنهاد ازدواج دانشجویی به نام ادوین سیمپسون را پذیرفت، وی در جایی نوشت که چون به دنبال یافتن «عشق و تکیه‌گاهی» بوده و آینده روشنی برای خود متصور نبوده، این ازدواج را پذیرفته‌است. سپس زمانی که در Lower Bedeque تدریس می‌کرد، به یکی از اعضای خانواده‌ای که با آن‌ها زندگی می‌کرد علاقه‌مند شد اما این دلباختگی نیز دیری نپایید و سرانجام در سال ۱۸۹۸ پس از ناراحتی‌ها و سرخوردگی‌های بسیار نامزدی خود را با سیمپسون به هم زد و دیگر چشم‌انتظار عشقی رمانتیک نماند. لوسی در سال ۱۸۹۸ به کاوندیش برگشت تا با مادربزرگ بیوه‌اش زندگی کند. در سال‌های ۱۹۰۱ تا ۱۹۰۲ در روزنامه‌های Morning Chronicle و The Daily Echo مشغول به کار شد و تا زمان مرگ مادربزرگش (سال ۱۹۱۱)، از او مراقبت کرد. گرچه او از محل انتشار آثارش درآمد خوبی کسب می‌کرد اما می‌دانست که، «ازدواج انتخابی ضروری برای زنان در کانادا است».
اندکی پس از مرگ مادربزرگش در سال ۱۹۱۱، لوسی با یوئن مک‌دونالد (۱۹۴۳–۱۸۷۰)، کشیش کلیسای پرزبیتری ازدواج کرد و به‌دنبال انتقال همسرش به کلیسای لیزکدیل به انتاریو نقل مکان کرد. مونتگومری یازده کتاب بعدی‌اش را در عمارت کلیسای لیزکدیل نوشت. این ساختمان در حال حاضر به موزه لوسی ماد مونتگومری تبدیل شده‌است. این زوج صاحب سه پسر شدند که پسر سوم آن‌ها هنگام تولد درگذشت. او به‌خاطر وظایف مادری و تلاش برای کنار آمدن با زندگی کلیسایی، چند بار دچار افسردگی شد، و به گفتهٔ خودش، «برای زنی که به دنیا شادی داده بود، این زندگی بسیار غم‌انگیز بود».

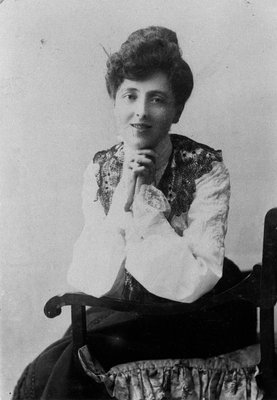
لوسی ماد مونتگومری

### حرفه نویسندگی
مونتگمری بیشتر به خاطر مجموعه رمان‌هایی شناخته می‌شود که با آن شرلی در گرین گیبلز منتشر شده در ۱۹۰۸ آغاز شد. آن شرلی در گرین گیبلز موفقیتی سریع را برای او به همراه داشت. شخصیت اصلی رمان، دختربچه‌ای یتیم به نام آن شرلی، مونتگمری را به شهرتی چشمگیر در دوران زندگی‌اش رساند و او در سطح بین‌المللی نیز مطرح کرد. رمان اول، با مجموعه رمان‌های دیگری با مرکزیت کاراکتر معروفش آن شرلی، ادامه یافت و دنباله‌دار شد.
در سال ۱۹۲۰ نوشتن دربارهٔ «آن» را متوقف کرد و در یادداشت‌هایش نوشت که از این شخصیت خسته شده‌است. هرچند مجموعه کتاب‌های دیگر او، «امیلی»، «پت» و تک رمان‌هایش آثار موفقی بودند، اما با کتاب‌های «آن» قابل مقایسه نبودند.
در سال ۱۹۲۶ خانواده او به نوروال در انتاریو (هالتون هیلز امروزی) نقل مکان کردند که امروزه به باغ یادبود لوسی ماد مونتگومری تبدیل شده‌است. در سال ۱۹۳۵ پس از بازنشستگی همسرش به ساوانسی در انتاریو رفتند و خانه‌ای خریداری کردند که مونتگومری آن را «پایان سفر» نامید. او پس از ۱۵ سال دنباله‌های آن را به نام‌های «آن در ویندی پاپلز» و «آن در اینگل ساید» نوشت. همچنین کتاب دیگری به نام Jane of Lantern Hill را هم در سال ۱۹۳۷ نوشت.
مونتگومری در آخرین سال زندگی‌اش، نهمین کتابش را با شخصیت محوری «آن» نوشت که مجموعه‌ای از ۱۵ داستان کوتاه، ۴۱ شعر دربارهٔ «آن» و پسرش والتر (که برای سربازی به جبهه رفت و کشته شد) بود و نام آن را «The Blythes Are Quoted» گذاشت. این کتاب در روز مرگ وی به دست ناشرش رسید اما به دلایل مبهمی به چاپ نرسید. یکی از محققان می‌گوید ممکن است لحن تاریک و ضدجنگ کتاب باعث چاپ نشدن آن در اواسط جنگ جهانی دوم شده باشد و بالاخره نسخهٔ کامل آن پس از ۶۷ سال در اکتبر ۲۰۰۹ به چاپ رسید.
مونتگومری در طول زندگی‌اش یک دیوان شعر، ۲۰ رمان، ۳۰ مقاله و ۵۳۰ داستان کوتاه منتشر کرد. آثار، خاطرات و نامه‌های این نویسنده، توسط علاقه‌مندان و دانشگاهیان سراسر جهان، خوانده و تدریس می‌شوند.

### درگذشت
مونتگومری در ۲۴ آوریل سال ۱۹۴۲ بر اثر ایست قلبی در تورنتو درگذشت. در کنار تخت‌خواب او یادداشتی پیدا شد که در آن نوشته بود: «طلسم‌ها عقلم را زائل کردند و نمی‌دانم که با این طلسم‌ها چه کنم. خدا مرا ببخشد و امیدوارم دیگران هم مرا ببخشند حتی اگر درکم نکنند. وضعیت من بسیار بد و غیرقابل تحمل است، هیچ‌کس این را درک نمی‌کند. عجب پایانی‌ست بر زندگی‌ای که همیشه همهٔ تلاشم را در آن به‌کار گرفته‌ام.» نوهٔ مونتگومری در سال ۲۰۰۸ این موضوع را فاش کرد که مادربزرگش از افسردگی رنج می‌برده‌است که به‌دلیل سال‌ها مراقبت از شوهرش بدان دچار شده بود. شوهر وی از بیماری روانی رنج می‌برد و ممکن است مونتگومری هنگام استفاده از قرص‌های ضد افسردگی بیش از حد مصرف کرده باشد. مونتگومری در قبرستان کاوندیش به خاک سپرده شد و مراسم یادبود او در مزرعهٔ گرین گیبلز برگزار شد.

### یادبود
مؤسسهٔ ال.ام. مونتگومری که در سال ۱۹۹۳ در دانشگاه جزیرهٔ پرنس ادوارد تأسیس شد، به افرادی که در مورد زندگی، آثار، فرهنگ و تأثیر مونتگومری بر ادبیات تحقیق کنند، بورس تحصیلی اهدا می‌کند. مجموعهٔ این مؤسسه شامل رمان‌ها، دست‌نوشته‌ها، متون، نامه‌ها، عکس‌ها، صداهای ضبط‌شده، آثار هنری و سایر موارد منتسب به مونتگومری است. بزرگ‌ترین مجموعهٔ مونتگومری در دانشگاه گوئلف نگه‌داری می‌شود.
اولین بیوگرافی منتشرشده از زندگی مونتگومری، کتاب The Wheel of Things: A Biography of L. M. Montgomery (۱۹۷۵)‎، نوشتهٔ مولی گیلن است. اساس کتاب گیلن، ۴۰ نامهٔ مونتگومری به دوستش جورج بوید مک میلان در اسکاتلند است. مری روبیو و الیزابت واتسون در انتشارات آکسفورد در دههٔ ۱۹۸۰ مجموعه‌ای از مجلات وی را منتشر کردند. بیشتر مقالات، مصاحبه‌ها، نقدهای آثار مونتگومری، جزئیات مرگ و مراسم ختم وی در کتاب بنجامین لوفبور به نام خوانندهٔ ال.ام. مونتگومری The L. M. Montgomery Reader, Volume 1: A Life in Print (۲۰۱۳) ذکر شده‌است.
مارک توین گفته‌است، شخصیت «آن» در کتاب مونتگومری عزیزترین، سرزنده‌ترین و پرتحرک‌ترین کودک پس از آلیس فناناپذیر است. در کانادا از مونتگومری به‌عنوان اولین زنی که عضو انجمن هنری سلطنتی بریتانیا شده‌است، قدردانی شده و در سال ۱۹۳۵ به او مقام سلطنتی اعطا شد. شهرت او به کانادا ختم نمی‌شود. برای مثال، هزاران ژاپنی هر سال از مزرعهٔ ویکتوریایی روستای کاوندیش در جزیرهٔ پرنس ادوارد دیدن می‌کنند. در سال ۲۰۱۲، طبق نظرسنجی منتشرشده در ژورنال کتابخانهٔ مدرسه، نسخهٔ اصلی رمان «آن در گرین گیبلز» رتبهٔ نهم را در بین بهترین کتاب‌های کودک منتشرشده به خود اختصاص داد. در بریتانیا این کتاب رتبهٔ ۴ را در نظرسنجی بی‌بی‌سی برای بهترین رمان‌های محبوب داخلی به خود اختصاص داده‌است.
خانهٔ مونتگومری در عمارت لیسکدیل در انتاریو و زمین‌های اطراف گرین گیبلز، خانهٔ کاوندیش وی در جزیرهٔ پرنس ادوارد به‌عنوان اماکن ملی تاریخی کانادا ثبت شده‌اند. مونتگومری نیز در سال ۱۹۴۳ به‌عنوان شخصیت برجستهٔ تاریخ ملی توسط دولت کانادا شناخته شد.

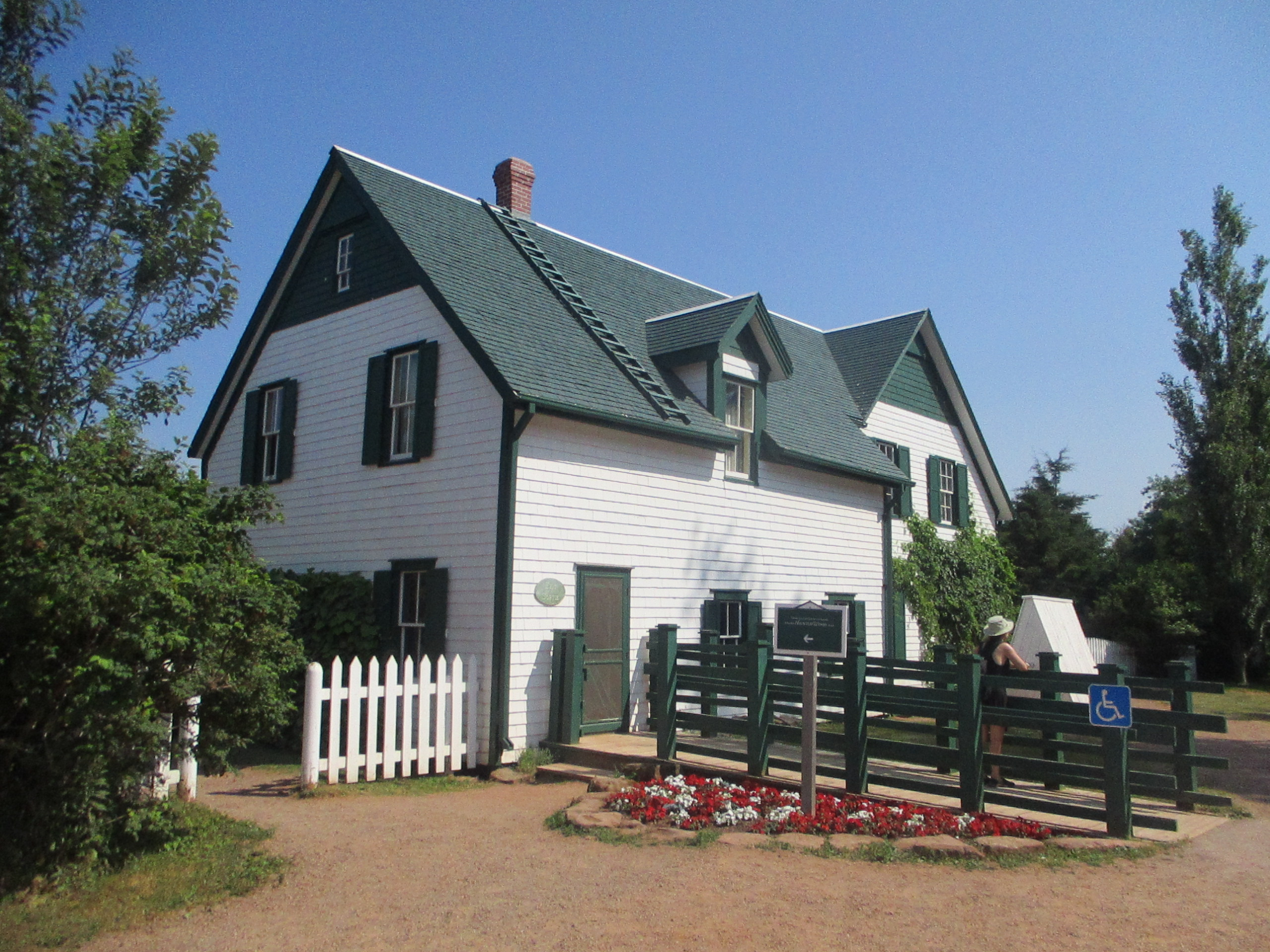
خانه مزرعه گرین گیبلز در کاوندیش، جزیره پرنس ادوارد

پادشاه جورج پنجم نشان افسر رتبهٔ امپراتوری بریتانیا (OBE) را به مونتگومری اعطا کرد. این نشان تنها نشانِ دریافت‌شده توسط شهروندان کانادایی تا دههٔ ۱۹۷۰ بود. در ماه مهٔ ۱۹۷۵ سازمان پست مرکزی تمبری به یاد «لوسی ماد مونتگومری، آن در گرین گیبلز» منتشر کرد. شهر تورنتو پارکی را به احترام وی پارک لوسی ماد مونتگومری لقب داد و در سال ۱۹۸۳ خانه‌ای را که طی سال‌های ۱۹۳۵ تا ۱۹۴۲ تا زمان مرگش در آن زندگی می‌کرد، به‌عنوان مکان تاریخی ثبت کردند. در هفتاد و سومین سالگرد مونتگومری در ۳۰ نوامبر سال ۲۰۱۵، گوگل با تغییر آرم خود در ۱۲ کشور یاد وی را گرامی داشت.

## گزیده آثار

### هشت‌گانه آن شرلی
1. آن در گرین گیبلز (Anne of Green Gables - 1908)
2. آن در اونلی (Anne of Avonlea - 1909)
3. آن در جزیره (Anne of the Island - 1915)
4. آن در ویندی پاپلز (Anne of Windy Poplars - 1936)
5. آن در خانه رؤیاها (Anne's House of Dreams - 1917)
6. آن در اینگل ساید (Anne of Ingleside - 1939)
7. درهٔ رنگین کمان (Rainbow Valley - 1919)
8. ریلا در اینگل ساید (Anne of Windy Poplars - 1921)

### سه‌گانه امیلی
1. امیلی در نیومون (Emily of New Moon - 1923)
2. امیلی و صعود (Emily Climbs - 1925)
3. امیلی و جستجو (Emily's Quest - 1927)

### دوگانه قصه‌های جزیره
1. دختر قصه گو
2. جاده طلایی

### رمان‌های مستقل
1. کلاف سردرگم
2. قصر آبی
3. کیلمِنی باغ میوه[۳]
4. دوگانه پت
5. معجزه‏ ای برای ماری گُلد
6. جاده ای به گذشته

### مجموعه داستان‌های کوتاه
سریال قصه‌های جزیره بر اساس شخصیت‌ها و داستان‌های رمان‌های کوتاه لوسی ماد مونتگومری ساخته شده‌است.